# Miguel Ángel Bustillo
Miguel Ángel Bustillo Lafoz (* 9. September 1946 in Saragossa; † 3. September 2016) war ein spanischer Fußballspieler.

## Sportlicher Werdegang
Bustillo entstammte der Jugend von Real Saragossa. Über UD Mahón kehrte er zu Real Saragossa zurück, für den Klub debütierte der Stürmer 1967 in der Primera División. Schnell avancierte er zum Nationalspieler, im Mai 1968 debütierte er anlässlich eines 1:1-Unentschiedens gegen Schweden im Trikot der spanischen Nationalmannschaft.
1969 wechselte Bustillo innerhalb der spanischen Meisterschaft zum FC Barcelona. Hier blieb ihm jedoch der große Durchbruch verwehrt, lediglich 39 Spiele mit insgesamt 13 Torerfolgen, davon drei Meisterschaftsspiele, bestritt er bis zu seinem Abschied 1972 und seine Nationalmannschaftskarriere war nach fünf Länderspielen beendet. Als die Mannschaft im Pokalwettbewerb 1971 den einzigen Titel während seiner Vertragszeit holte, gehörte er nicht zu den von Trainer Vic Buckingham eingesetzten Spielern. Bis 1977 lief er anschließend für den CD Málaga auf, dem er auch nach dem Abstieg in die Segunda División 1975 treu blieb.